# پیمودیویر
پیمودیویر (انگلیسی: Pimodivir) (VX-787, JNJ-63623872) یک داروی ضد ویروسی است که به عنوان درمانی برای آنفلوانزا ساخته شده است. این ماده به عنوان یک مهارکننده پروتئین پایه پلیمراز ۲ ویروس آنفلوانزا عمل می‌کند و نتایج امیدوارکننده‌ای را در آزمایش‌های بالینی فاز II نشان داده است. با این حال، در اواخر سال ۲۰۲۱ میلادی، جانسن فارماسیوتیکا اعلام کرد که توسعه بالینی پیمودیویر به دلیل عدم مزیت نسبت به مراقبت استاندارد متوقف شده است.